# Kevin Sambonino
Kevin Josué Sambonino Terán (Guayaquil, Ecuador, 14 de abril de 2000) es un futbolista ecuatoriano. Juega como centrocampista y su equipo actual es Delfín de la Serie A de Ecuador.

## Trayectoria
Realizó las categorías formativas en Guayaquil City, debutando en el primer equipo bajo la dirección de Pool Gavilánez el 18 de marzo de 2018, durante la quinta fecha del Campeonato Ecuatoriano de Fútbol, en una derrota por 0-1 ante Delfín.
En la temporada 2019, su participación en el Campeonato Ecuatoriano se vio limitada, disputando solo tres encuentros. En 2020, con 27 partidos, continuó mostrando su compromiso, aunque la meta aún le resultaba esquiva.
El 12 de febrero de 2021, renovó su contrato con Guayaquil City hasta 2024. En ese mismo año, debutó a nivel internacional al participar en la Copa Sudamericana, disputando los dos encuentros de la fase previa en la cual su equipo fue eliminado ante Aucas.
Anotó su primer gol profesional el 20 de febrero de 2022 en la primera jornada de la Serie A de Ecuador 2022 frente a Deportivo Cuenca; sin embargo, el encuentro se suspendió por la inferioridad numérica del equipo visitante, dando como ganador a Guayaquil City con un marcador 3-0. Al finalizar la temporada, disputó 28 encuentros y anotó 3 goles.
En 2023, vivió el descenso del Guayaquil City a la Serie B de Ecuador, tras una mala campaña del equipo ciudadano en la Serie A que lo dejó en el último lugar de la tabla acumulada. Al finalizar la temporada, Sambonino disputó 17 encuentros sin anotar goles.
El 7 de enero de 2024, fue fichado por Delfín para su participación en la Serie A de Ecuador y en la Copa Sudamericana.

## Selección nacional

### Categorías inferiores
Fue internacional con la selección sub-17 de Ecuador, con la cual participó en el Campeonato Sudamericano Sub-17 de 2017 en Chile. Sin embargo, no logró clasificar para el Mundial de la categoría, tras quedar en el sexto lugar.

#### Participaciones en Sudamericanos
| Campeonato                  | Sede  | Resultado   | Partidos | Goles |
| --------------------------- | ----- | ----------- | -------- | ----- |
| Sudamericano Sub-17 de 2017 | Chile | Sexto lugar | 5        | 0     |

## Estadísticas

### Clubes
Actualizado al último partido disputado el 8 de noviembre de 2024.
| Club                     | Div.          | Temporada     | Liga  | Liga  | Copas nacionales | Copas nacionales | Copas internacionales | Copas internacionales | Total | Total |
| Club                     | Div.          | Temporada     | Part. | Goles | Part.            | Goles            | Part.                 | Goles                 | Part. | Goles |
| ------------------------ | ------------- | ------------- | ----- | ----- | ---------------- | ---------------- | --------------------- | --------------------- | ----- | ----- |
| Guayaquil City · Ecuador | 1.ª           | 2018          | 20    | 0     | —                | —                | —                     | —                     | 20    | 0     |
| Guayaquil City · Ecuador | 1.ª           | 2019          | 3     | 0     | 1                | 0                | —                     | —                     | 4     | 0     |
| Guayaquil City · Ecuador | 1.ª           | 2020          | 27    | 0     | —                | —                | —                     | —                     | 27    | 0     |
| Guayaquil City · Ecuador | 1.ª           | 2021          | 25    | 0     | —                | —                | 2                     | 0                     | 27    | 0     |
| Guayaquil City · Ecuador | 1.ª           | 2022          | 28    | 3     | —                | —                | —                     | —                     | 28    | 3     |
| Guayaquil City · Ecuador | 1.ª           | 2023          | 17    | 0     | —                | —                | —                     | —                     | 17    | 0     |
| Guayaquil City · Ecuador | Total club    | Total club    | 120   | 3     | 1                | 0                | 2                     | 0                     | 123   | 3     |
| Delfín · Ecuador         | 1.ª           | 2024          | 11    | 0     | 1                | 0                | 1                     | 0                     | 13    | 0     |
| Delfín · Ecuador         | Total club    | Total club    | 11    | 0     | 1                | 0                | 1                     | 0                     | 13    | 0     |
| Total carrera            | Total carrera | Total carrera | 131   | 3     | 2                | 0                | 3                     | 0                     | 136   | 3     |
| 1. 2.                    |               |               |       |       |                  |                  |                       |                       |       |       |